# Kolaž
Kolaž (iz francoščine: coller, lepiti) je sestavljeno delo, lepljenka. Tovrstno umetniško delo ter hkrati tudi ime tehnike je sestavljeno iz različnih materialov. Najpogosteje termin uporabljajo za vizualno umetnost. Lepljenko iz različnih najdenih ali prirejenih materialov avtor oblikuje v povsem novo formo. Uporaba te tehnike je pomenila dramatičen preboj ob oljnem slikarstvu v zgodnjem 20. stoletju in je bila med umetnostnimi pojavi sorazmerna novost. Umetniški kolaž lahko vključuje trgane kose ali izrezke iz časopisov, kose blaga, trakove, dele barvnih papirjev, izseke in dele drugih umetniških del, fotografije in dele le-teh, kose lesa, stekla, mivke, najdene predmete. Materiali so zlepljeni med seboj ali na podlago iz papirja, na platno ali katero drugo podlago. Tehnika delno spominja na mozaike ali tapete.
Tehnike kolaža so bile prvič uporabljene ob odkritju papirja na Kitajskem okrog leta 200 pr. n. št. Vendar pa je bila uporaba kolaža zelo omejena do 10. stoletja, ko so na Japonskem kaligrafi pričeli pri pisanju pesmi uporabljati samolepilni papir, ki je vseboval tekst le-teh na licu papirja.
V 19. stoletju so bile metode kolaža pogosto uporabljene med ljudmi, ki so se z ustvarjanjem ukvarjali ljubiteljsko ter so tako beležili spomine (tako so se npr. pojavljali v foto albumih) ter v raznih knjigah. 